# Piątkowo, Poznań

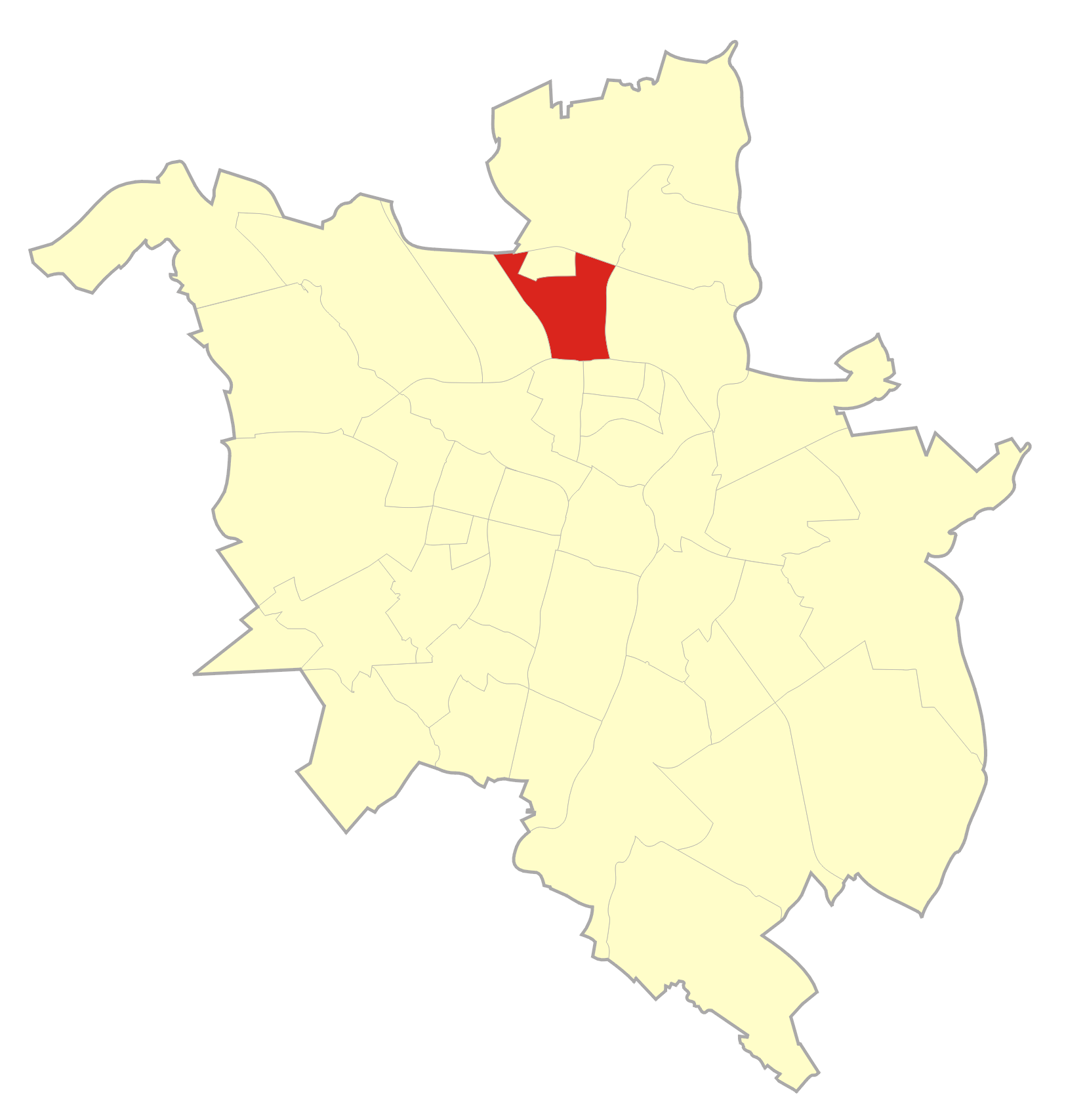
Các quận của Piątkowo trong Poznań

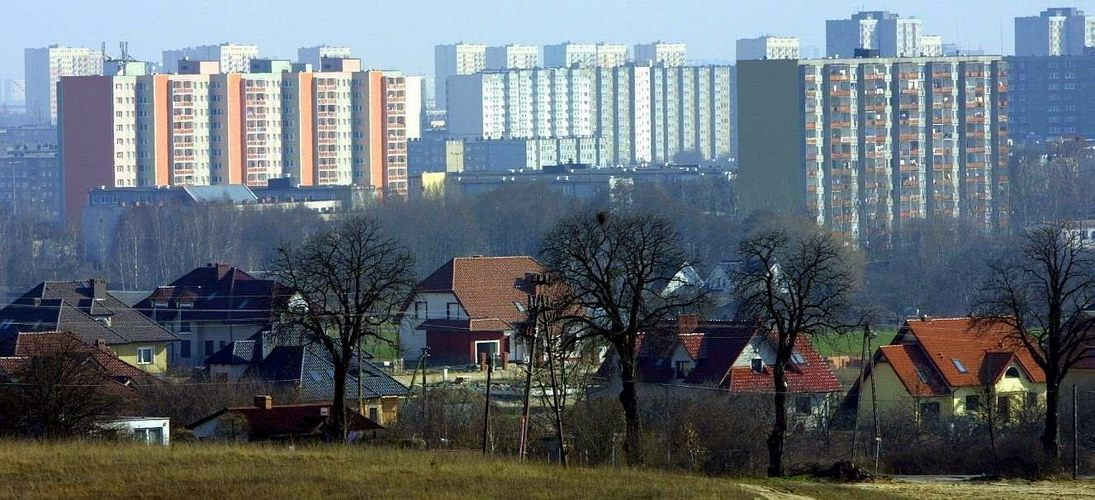
Quang cảnh của Piątkowo từ Núi

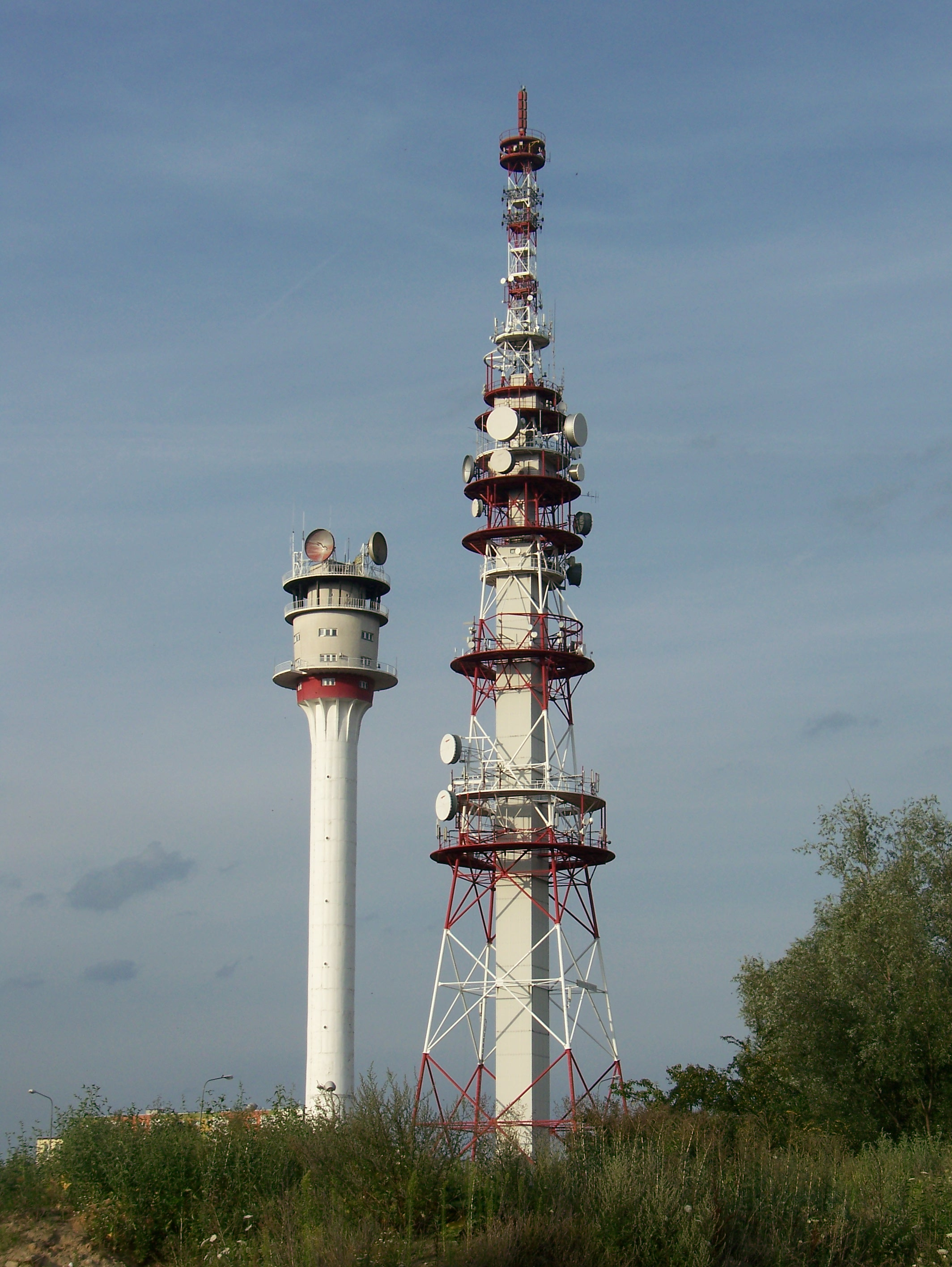
Tháp truyền hình

Piątkowo [pjɔntˈkɔvɔ] là một phần của thành phố Poznań ở phía tây Ba Lan. Nó bao gồm chủ yếu là các khối lớn của nhà cao tầng, được xây dựng từ cuối những năm 1970 trở đi. Piątkowo nằm ở phía bắc của thành phố, phía bắc Winogrady và phía nam của khu phố kém phát triển của Morasko.
Piątkowo là tên được đặt cho một trong 42 osiedles (đơn vị chính quyền thành phố) mà Pozna Poz được chia, mặc dù điều này không bao gồm toàn bộ khu vực thường được gọi là Piątkowo.

## Lịch sử
Văn bản đầu tiên đề cập đến Piątkowo được tìm thấy trong điều lệ thành lập thành phố Poznań (1253), trong đó "Panthcow" được liệt kê trong số những ngôi làng mà thành phố mới được cấp quyền. Năm 1283, ngôi làng "Piątków" đã được trao cho một tu viện Dominican được thành lập tại Poznań bởi Công quốc Przemysł. Nó vẫn là tài sản của tu viện cho đến khi bị bãi bỏ dưới sự cai trị của Phổ năm 1822.

## Ngày nay
Piątkowo ngày nay bao gồm chủ yếu là các khu chung cư lớn, chủ yếu là các khối nhà bê tông từ năm 1976 trở đi. Nơi này có hơn 47.000 người, chiếm khoảng 8% dân số thành phố. Các quận được đặt theo tên của các vị vua Ba Lan; cái lớn nhất được gọi là Osiedle Bolesława Chrobrego (được đặt tên theo Bolesław I the Brave). Ở phía bắc của nơi này là Osiedle Jana III Sobieskiego (được đặt tên theo John III Sobieski), về phía đông bắc là Osiedle Stefana Batorego (được đặt tên theo Stefan Batory), về phía đông là Osiedle Bolesława miałego (được đặt tên là Bolesława và xa hơn về phía đông là Osiedle Władysława okietka (được đặt tên theo Władysław I the Elbow-high).
Tuyến xe điện nhanh Poznań ("Pestka") nối Pitkowo với Winogrady và trung tâm thành phố. Nó kết thúc tại Osiedle Sobieskiego, nơi cũng có một trạm xe buýt.